# Mangabei d'Opdenbosch
El mangabei d'Opdenbosch (Lophocebus opdenboschi) és una espècie de mangabei, dins la família dels cercopitècids. És endèmic de la República Democràtica del Congo. Antigament se'l considerava una subespècie del mangabei negre (L. aterrimus).